# Ettore Marchiafava
Ettore Marchiafava, né le 3 janvier 1847 à Rome où il est mort le 24 octobre 1935, est un médecin et parasitologiste italien.

## Biographie
Il est le médecin de trois papes et de la cour royale de Savoie. Il est sénateur à partir de 1913 et professeur d’anatomie de Rome. Il se consacre entièrement, de 1880 à 1891, à l’étude du paludisme. En 1885, Angelo Celli (1857-1914) et lui observent les corps de Laveran chez plusieurs patients atteints de paludisme en Italie. Ils déterminent qu’il s’agit d’une des étapes du développement de l’agent pathogène responsable de la maladie, le Plasmodium. Ils publient le résultant de leurs observations en 1890.
Marchiafava distingue différentes espèces de Plasmodium et fait paraître, avec Amico Bignami (1862-1919), un livre resté célèbre, Sulle febbre malariche estivo-automnali, en 1892, traduit en anglais deux ans plus tard. Il est un acteur actif de la lutte contre le paludisme en Italie. Il organise, en 1925, le premier congrès international sur le paludisme à Rome.

## Liste partielle des publications
- Avec Giuseppe Cuboni (en) (1857-1920), Nuovi studi sulla natura della malaria (Rome, 1881)
- Avec Angelo Celli (1857-1914), « Weitere Untersuchungen über die Malariainfection » in Fortschritte der Medicin (München, 1885, 3, p. 787-806)
- Sul parasita delle febbre gravi estivo-autunnali (Rome, 1889)
- Avec Angelo Celli, Über die Malariafieber Roms (Berlin, 1890)
- Avec Amico Bignami (1862-1919), La infezione malarica (Milan, 1903, réédité en 1931)
- La perniciositè della malaria (Rome, 1928)
- La credità in patologia (Turin, 1930)